# سایه‌کر سفلی
سایه‌کر سفلی، روستایی از توابع بخش کلیائی شهرستان سنقر در استان کرمانشاه ایران است.

## جمعیت
این روستا در دهستان آگاهان قرار دارد و براساس سرشماری مرکز آمار ایران در سا۱۳۹۷، جمعیت آن ۲۷۷ نفر (۷۴خانوار) بوده‌است.